# Brebeneskul
Brebeneskul či Brebeněskul (ukrajinsky Бребенескул, 2038 m n. m.) je hora v pohoří Čornohora v jihozápadní části Ukrajiny na hranicích Zakarpatské a Ivanofrankivské oblasti. Nachází se v hlavním hřebeni mezi vrcholy Rebra (2001 m) na severozápadě a Menčul (1998 m) na jihovýchodě. Jihozápadní svahy hory spadají do údolí potoka Brebeneskul, který na západě vytéká ze stejnojmenného jezera. Severovýchodní svahy klesají do údolí potoka Kyzja. Jedná se o druhou nejvyšší horu Ukrajiny.

## Přístup
- po červeně  značené hřebenovce od Hoverly nebo od Popa Ivana

## Externí odkazy

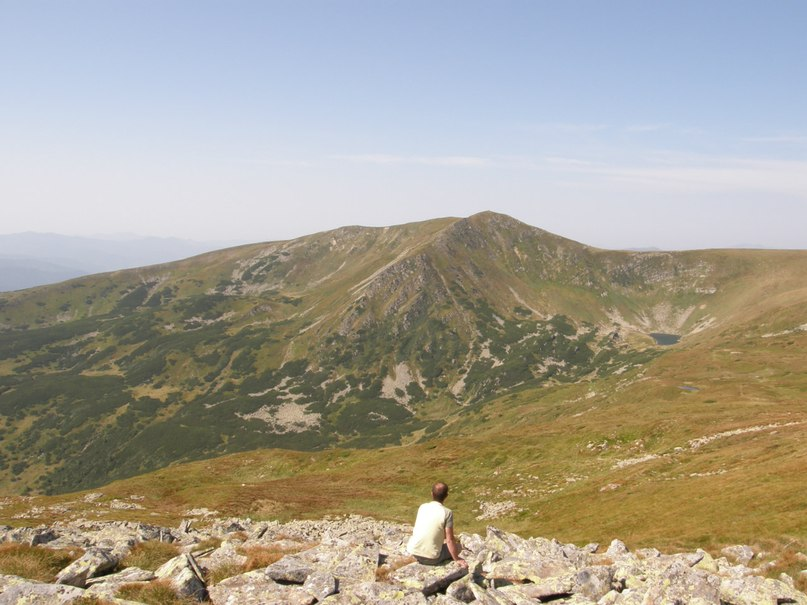
Hora Brebeneskul